# Most ha-Achdut
Most ha-Achdut (hebrejsky גשר האחדות‎, doslova Most jednoty) je most v Netanji přes dálnici 2 a železniční trať spojující západ a východ města.

## Historie
Most byl postaven 2. září 2002, jeho délka činí přibližně 800 metrů a náklady na jeho výstavbu dosáhly přibližně 35 milionů nových izraelských šekelů (NIS).
Vedle mostu bylo postaveno také malé komerční centrum s čerpací stanicí, Super-Pharm, pobočkou First International Bank of Israel a Yellow.
Dne 20. února 2012 schválilo zastupitelstvo města Netanja, že se most napojí na dálnici 2. V prosinci 2016 byly zahájeny práce na rozšíření, které stálo přibližně 40 milionů NIS.
Dne 14. listopadu 2018 byl pro dopravu otevřen východní nájezd z pobřežní silnice směrem na sever do Netanji.
V červenci 2019 byly zahájeny práce na výstavbě západní rampy za 37 milionů NIS. V srpnu 2021 byla pro dopravu otevřena západní rampa západní rampa na pobřežní silnici směřující na jih.